# Ноливуд
Ноливуд (енгл. Nollywood), сливеница Нигерије и Холивуда, јесте назив који се првобитно односио на нигеријску филмску индустрију. Порекло термина датира из раних 2000-их, у чланцима објављеним у The New York Times-у. Због историје еволуирања значења и контекста, не постоји јасна или договорена дефиниција значења термин, што га је учинило предметом неколико контроверзи.

## Етимологија
Порекло термина је нејасно; Џонатан Хејнс је пронашао најранију употребу речи у чланку Мета Стеингласа из 2002. у The New York Times-у, где је коришћена за описивање нигеријске кинематографије. Чарлс Игве је приметио да је Норимицу Ониши такође користио назив у чланку објављеном септембра 2002. који је написао за The New York Times. Термин се и даље користи у медијима за нигеријску филмску индустрију, а његова дефиниција је касније претпостављена као саставни део речи „Нигерија“ и „Холивуд“, главног америчког филмског средишта.
Дефиниција о томе који филмови се сматрају Ноливудом је одувек била предмет дебате. Алек Еиенгхо је дефинисао Нолливоод као „укупност активности које се одвијају у нигеријској филмској индустрији, било на енглеском, јоруба, хауса, игбо, ицекири, едо, ефик, ијав, урхобо, ибибио, ананг или било којем другми од преко 300 језика Нигерије “. Даље је навео да је историјска трајекција Ноливуда почела још од пре и после независне Нигерије, уз позоришне (сценске) и кинематографске напоре неколико аутора и уметника.
Током година, термин Ноливуд се такође користио за означавање других повезаних филмских индустрија, као што је кинематографија на енглеском језику у Гани, чији се филмови обично производе у копродукцији са Нигеријом и/или филмове дистрибуирају нигеријске компаније. Термин се такође користи за филмове из нигеријске/афричке дијаспоре за које се сматра да су повезани са Нигеријом или су направљени циљано да привуку нигеријску публику. Не постоји јасна дефиниција о томе колико филм мора да буде „нигеријски“ да би се могао назвати Ноливуд.
Неки појединци су стално изражавале своје неслагање око термина; наводећи разлоге као што је чињеница да је термин сковао странац, јер је као такав још један облик империјализма. Такође се тврдило да је термин имитација онога што је већ постојало (Холивуд), а не идентитет који је сам по себи оригиналан и јединствено афрички.